# San Jorge (La Paz)
San Jorge un sector apéndice de la zona de Sopocachi, es un barrio residencial, comercial, diplomático y financiero ubicado en La Paz, Bolivia. Al igual que San Pedro, Sopocachi y Miraflores, fue incorporado al tejido urbano de la sede del gobierno boliviano alrededor del año 1900, siendo hasta ese entonces una campiña en la ruta a Obrajes; desde su incorporación a la mancha urbana fue ocupado por las élites y burguesías de la ciudad.
Actualmente el barrio es habitado por familias de estratos medio-alto y alto y es uno de los más conocidos de la capital boliviana dado que en él se encuentran la Residencia Presidencial de Bolivia, el Ministerio de Gobierno, así como las embajadas de Estados Unidos, España, Reino Unido, Brasil, Suecia, Dinamarca y Alemania, los consulados de Ucrania e Israel y la Nunciatura Apostólica.

## Ubicación
Está localizado en la zona oeste de la ciudad y es parte del macrodistrito Cotahuma. En su extremo noroeste se encuentra la Plaza Bolivia que junto a la primera parte de la avenida Aniceto Arce le sirven de límite con Sopocachi, continuando por la plaza Isabel La Católica, la calle Pedro Salazar hasta la avenida 20 de octubre, de ahí prosigue por la prolongación Clavijo, la avenida 6 de agosto hasta su vértice con la avenida del Libertador y los puentes trillizos, luego nuevamente por la avenida del Libertador hasta la gruta de Lourdes para proseguir por la avenida del Poeta hasta la calle Montevideo y ahí hasta la calle Capitán Ravelo; además de San Jorge se conectan mediante los puentes de Las Américas al el barrio de Miraflores, al sureste mediante la Avenida del Libertador con el barrio de Obrajes; por la avenida Kantutani con los barrios de bajo Sopocachi (Kantutani), Llojeta y Següencoma, de éstas a Calacoto y La Florida en la zona sur paceña; y con el barrio de Sopocachi mediante las Avenidas 6 de Agosto, Arce, las calles Belisario Salinas y Pinilla. El área que unifica los barrios de Sopocachi y San Jorge goza de gran dinamismo económico y social, y es considerado uno de los núcleos culturales de La Paz, con las conocidas plazas Isabel La Católica para San Jorge y la plaza Abaroa para Sopocachi como epicentros.

## Características
En San Jorge se encuentran las avenidas Arce y 6 de Agosto, mismas que se encuentran entre las más importantes de la ciudad. El barrio también acoge  varios hoteles, boutiques, cafés, librerías, floristerías, supermercados, edificios de oficinas y residenciales, clínicas privadas, el Goethe-Institut, la Sociedad Dante Alighieri, la Bolsa Boliviana de Valores, las oficinas del BID, la sede boliviana del Banco de Desarrollo de América Latina, la Cinemateca Boliviana, la Plaza Isabel La Católica, la Plaza Confucio, el Multicine, las Torres Mall y muchos otros lugares de interés cultural, histórico, patrimonial y arquitectónico.     
En San Jorge también se encuentran las Torres del Poeta y la Torre Girasoles catalogadas como las edificaciones más altas de Bolivia, solo por detrás de la Green Tower ubicada en el barrio de Calacoto, así como la Torre de las Américas, edificación icónica en la ciudad por su estructura cilíndrica. 
Al igual que los barrios de Auquisamaña, Calacoto, La Florida, Achumani e Irpavi, San Jorge supera el IDH paceño de 0.827, llegando a constituirse como una de las zonas con mayor Índice de desarrollo humano de toda Bolivia.
Desde el año 2018 la zona acoge dos modernas estaciones, de las líneas blanca y celeste, del sistema de transporte por cable Mi Teleférico.